# 皮肯卡德 (阿拉巴马州)
皮肯卡德（英文：Pinckard），是美国阿拉巴马州下属的一座城市。面积约为5.33平方英里（约合13.81平方公里）。根据2010年美国人口普查，该市有人口647人，人口密度为121.32/平方英里（约合46.85/平方公里）。